# امگا هرکول
امگا هرکول یک ستاره است که در صورت فلکی زانوزده قرار دارد.